# Idea (filla de Dàrdan)
D'acord amb la mitologia grega, Idea (en grec antic Ἰδαία, Idaia), va ser la segona esposa de Fineu, rei de Tràcia.
Idea era l'única filla de Dàrdanos, fundador i rei de Dardània, i la seva esposa Batia, filla i hereva de Teucre, cabdill dels teucris. Els seus germans eren Ilos, Erictoni i Zacint.
Va conèixer al rei de Tràcia, Fineu, que va repudiar la seva primera muller Cleòpatra per unir-se amb Idea. Els fills de Fineu (Pexip i Pandíon) no van rebre bé a la nouvinguda i ella va acusar-los falsament d'haver-la volgut violar. Aleshores, el rei va condemnar-los a mort.
Per aquest crim, els déus van enviar les Harpies a turmentar Fineu fins que els argonautes van arribar a Tràcia, aleshores els borèades s'encarregaren de foragitar les Harpies com a condició perquè els indiqués la manera d'arribar a la Còlquida.